# Национальная школа мостов и дорог
Национальная школа мостов и дорог (фр. École nationale des ponts et chaussées) — старейшее в мире гражданское инженерное учебное заведение, основанное в 1747 году архитектором-мостостроителем Жан-Родольфом Перроне. В настоящее время является самостоятельным подразделением Парижского технологического института (ParisTech) и готовит только магистров и докторов наук. Кампус — в городе Шан-сюр-Марн.

## Структура
Подготовка магистров в области инженерного дела (фр. Diplôme d'ingénieur, англ. Master of Engineering) происходит в следующих подразделениях:
- департамент гражданского строительства (фр. Génie civil et construction (GCC));
- департамент машиностроения и материаловедения (фр. Génie mécanique et matériaux (GMM));
- департамент прикладной математики и компьютерных наук (фр. Ingéniérie mathématique et informatique (IMI));
- департамент организации производства и управления (фр. Génie industriel (GI));
- департамент экономики, управления и финансов (фр. Sciences humaines, économie, gestion, finance (SEGF));
- департамент транспорта, планирования и окружающей среды (фр. Ville, environnement, transport (VET)).

Существует также департамент «первого года» (фр. 1ère année) для поступивших с незаконченным высшим образованием (двумя годами бакалавриата вместо трёх). Существует возможность повышения квалификации (фр. Mastère spécialisé, англ. Post-Master Professional Certificate).

## Исследования
В Школе можно получить научную степень магистра (фр. Master recherche, англ. Master of Science), докторскую степень (фр. Doctorat, англ. PhD) и пройти «послемагистерское» повышение квалификации (фр. Mastère spécialisé, англ. Post-Master Professional Certificate).